# Hakim Guenouche
Hakim Guenouche (* 30. května 2000) je francouzský profesionální fotbalista, který hraje na pozici levého obránce za rakouský klub FK Austria Vídeň.

## Klubová kariéra
V červnu 2018 podepsal Guenouche tříletou smlouvu s FC Curych a opustil mládežnický klub AS Nancy. Svůj soutěžní debut za klub si odbyl 31. října 2018, kdy odehrál celých 90 minut při venkovním vítězství 3:2 nad Red Star Curych ve Švýcarském poháru.
V červenci 2019 se KFC Uerdingen 05 ze 3. Ligy rozhodl podepsat smlouvu s Guenouchem.
Dne 14. července 2021 přestoupil do rakouského týmu Austria Lustenau a podepsal s ním dvouletou smlouvu.
Dne 19. června 2023 podepsal Guenouche tříletou smlouvu s Austrií Vídeň.

## Reprezentační kariéra
Guenouche se narodil ve Francii a má francouzské i alžírské občanství. Je mládežnickým reprezentantem Francie.

## Úspěchy
Austria Lustenau
- 2. Liga: 2021/22